# پرتره نهایی
پرتره نهایی یا پرتره آخر (به انگلیسی: Final Portrait) فیلمی محصول سال ۲۰۱۷ و به کارگردانی استنلی توچی است. در این فیلم بازیگرانی همچون جفری راش، آرمی همر، کلمانس پوئزی، تونی شالهوب، جیمز فوکنر و سیلوی تستود ایفای نقش کرده‌اند.